# Spantik
Spantik o Golden Peak è una vetta del Karakoram della Hunza Valley nel nord del Pakistan, che arriva a 7 027 metri di altitudine.

## Prima salita
Il primo tentativo di ascensione fu fatto da William Hunter Workman e sua moglie Fanny Bullock Workman nel 1903, che nominarono il vertice Pyramid Peak. William Hunter Workman si fermò poco sotto la vetta, motivo per il quale rivendicò nel 1905 il record di altitudine in alpinismo.
Il vertice fu raggiunto nel 1955 da Reiner Diepen, Eduard Reinhardt e Jochen Tietze durante una spedizione tedesca guidata da Karl Kramer.

## Il pilastro d'oro

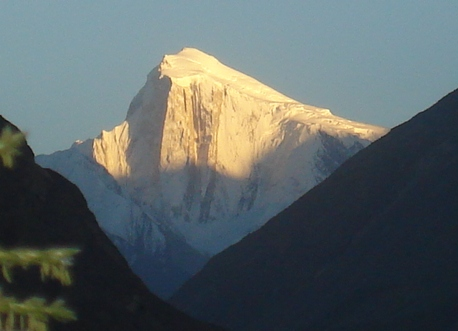
Il pilastro d'oro di Spantik

Dal 5 all'11 agosto 1987, i britannici Mick Fowler e Victor Saunders riescono a scalare con lo stile alpino Golden Pillar a nord-ovest. Per la sua estetica, la sua difficoltà e lo stile con cui è stata scalata, è uno dei percorsi di riferimento presentati nell'opera di Andy Fanshawe e Stephen Venables: L'Himalaya in stile alpino: i modi più belli del tetto del mondo (1996). La pista è alta 2.000, di cui 1.100 quaranta lunghezze sul pilastro stesso.
La via britannica fu ripetuta nel 2000, in cinque giorni, dal francese Emmanuel Guy ed Emmanuel Pellissier, dall'ungherese Attila Osvath e dallo sloveno Marko Prezelj. Allo stesso tempo, i russi Mikhail Davy e Alexander Klenov hanno aperto, in 11 giorni, un altro modo a sinistra del pilastro, con difficoltà 7a, A3 e 95 °.
Nel 2009, i giapponesi Kazuaki Amano, Fumitaka Ichimura e Yusuke Sato hanno compiuto la terza salita della via britannica, in quattro giorni, dopo aver provato un nuovo percorso nella parte destra del pilastro.